# Озеродовичі
Озеродовичі (біл. вёска Азяродавічы) — село в складі Вілейського району Мінської області, Білорусь. Село підпорядковане Людвинівській сільській раді, розташоване в північній частині області.

## Історія
З 1793 після другого розділу Речі Посполитої Озеродовичі, як і вся Вілейщина, входила до складу Російської імперії, був утворений Вілейський повіт у складі спочатку Мінської губернії, а з 1843 - Віленської губернії.
У 1921–1945 роках село знаходилось у Польщі, у Вільнюськім воєводстві, Вілейського повіту, у гміні Костеневичі.

## Населення
- 1921 рік — 178 людини, 38 будинків[1]
- 1931 рік — 194 людини, 38 будинків[2].